# Linsphertalviadukt
Der Linsphetalviadukt, auch Viadukt Bromskirchen genannt, ist eine sechsbogige ehemalige Eisenbahnbrücke auf der 1967 stillgelegten Bahnstrecke Nuttlar–Frankenberg, Abschnitt Winterberg–Frankenberg (Eder), zwischen den Ortsteilen Bromskirchen und Osterfeld (Allendorf) der Gemeinde Allendorf (Eder) im nordhessischen Landkreis Waldeck-Frankenberg.
Der Viadukt ist als Kulturdenkmal nach § 2 Absatz 1 Hessisches Denkmalschutzgesetz aus städtebaulichen und technischen Gründen mit der Nummer 79244 in das Denkmalverzeichnis des Landes Hessen eingetragen.

## Geographische Lage
Der Viadukt überbrückt das Tal des Linspherbachs, eines Zuflusses der Eder, und den Mühlgraben der ehemaligen Unterlinspher Mühle. Er befindet sich etwa 2 km (Luftlinie) südsüdöstlich von Bromskirchen unweit westlich der Bundesstraße 236 und unmittelbar westlich über der am Linspherbach gelegenen Unterlinspher Mühle. Die Brücke befindet sich rund 1 km südlich des ehemaligen Bahnhofs Bromskirchen bei Kilometer 44,9 (von Nuttlar) bzw. 17,1 (von Frankenberg (Eder)) der in diesem Teilabschnitt 1967 stillgelegten eingleisigen und nie elektrifizierten Bahnstrecke Nuttlar–Frankenberg.

## Geschichte
Der Viadukt wurde 1906–1907 als Teil des Streckenabschnitts Allendorf–Winterberg erbaut. Die aus Handquadern gemauerte 170 m lange Brücke spannt sich über sechs fast halbrunde Bögen auf konischen Pfeilern zwischen den Erkern der Brückenköpfe. Das Eisengitter des Geländers stammt noch aus der ursprünglichen Bauzeit. Die damals neue Bahnstrecke mit dem Viadukt wurde nach 2 3/4-jähriger Bauzeit am 12. November 1908 landespolizeilich abgenommen, und mit dem am 1. Dezember 1908 in Kraft getretenen ersten Fahrplan verkehrten täglich fünf Zugpaare von und bis nach Bestwig.